# Hessenstein (Gemeinde)
Hessenstein war eine kurzlebige Gemeinde im hessischen Landkreis Frankenberg. Sie bestand von Januar 1972 bis Dezember 1973. Seitdem gehört ihr ehemaliges Gebiet zur Gemeinde Vöhl im Kreis Waldeck-Frankenberg.

## Geschichte
Am 31. Dezember 1971 fusionierten die bis dahin selbständigen Gemeinden Buchenberg, Ederbringhausen, Harbshausen, Kirchlotheim, Niederorke, Oberorke und Schmittlotheim freiwillig zur neuen Gemeinde Hessenstein.
Am 1. Januar 1974 wurde die Gemeinde Hessenstein kraft Landesgesetzes mit Ittertal (bestehend aus den ehemaligen Gemeinden Dorfitter, Herzhausen und Thalitter), Marienhagen, Obernburg und Vöhl zur neuen Großgemeinde Vöhl zusammengeschlossen. Für alle ehemals eigenständigen Gemeinden wurden Ortsbezirke mit Ortsbeirat und Ortsvorsteher nach der Hessischen Gemeindeordnung eingerichtet.